# Kirgizistans flagga
Kirgizistans flagga är röd och har i mitten en gyllene sol med 40 strålar. Strålarna böjer av medsols på flaggans framsida och motsols på dess baksida. I mitten finns en stiliserad tunduk – taket till en jurta. Flaggan antogs av parlamentet (Jogorku Kenesh) den 3 mars 1992 och har proportionerna 3:5.

## Symbolik
Solens 40 strålar som representerar de 40 kirgiziska stammar som enligt traditionen förenades av nationalhjälten Manas. Rött är Manas färg, men refererar också till den gamla sovjetiska flaggan. Det stiliserade emblemet i flaggas mitt står dels för fred och välstånd (solen), och dels för fosterlandet och universum som helhet (jurtan).

## Provinsernas flaggor
Var och en av Kirgizistans provinser (oblastlar) har en egen flagga.

Batken
Bisjkek (stadsdistrikt)
Jalal-Abad
Naryn
Osj
Talas
Tjüi
Ysyk-Köl

## Tidigare flaggor

Den kirgiziska sovjetrepublikens flagga.

Kirgizistan införlivades med Ryssland under andra halvan av 1800-talet. Efter ryska revolutionen inordnades dagens Kirgizistan under Turkestanska ASSR som en del av Ryska SFSR. Sovjetrepubliken Kirgiziska SSR bildades den 5 december 1936.